# 雨燕短盘吸虫
雨燕短盘吸虫（学名：Brachydistomum apium）为双腔科短盘属的动物。在中国大陆，分布于海南等地，营寄生生活，终末宿主小白腰雨燕以及寄生于肝脏胆管。该物种的模式产地在海南。